# 谢尔盖 (莫斯科牧首)
谢尔盖牧首（俄语：Патриарх Сергий）俗名伊万·尼古拉耶维奇·斯特拉哥罗德斯基（俄语： 1867年1月23日—1944年5月15日），苏联时期（1943年到1944年）担任俄罗斯正教会第12任莫斯科牧首，他也是俄罗斯正教会1925年至1943年间实际上的最高领导人。第二次世界大战苏德战争爆发后，苏联领导人斯大林由于需要教会的支持，减小了对宗教的迫害，归还谢尔盖圣三一修道院等教会财产，释放教职人员，并允许谢尔盖担任牧首。1943年曾当选《时代周刊》封面人物。